# パトリック・リカール
パトリック・リカール (Patrick Ricard、1945年5月12日 - 2012年8月17日) は、フランスの実業家。世界的なワイン・スピリッツ企業のペルノ・リカールの取締役会長を務める。

## 略歴
パトリック・リカールは、フランス、ドイツ、北アメリカで商業の勉強をしたのち、1978年、ペルノ・リカールの会長となった。彼の任期中、父親のポール・リカールから引き継いだスピリッツの企業グループは、とりわけ、2005年4月21日のアライド・ドメックの買収のおかげで、世界第二位の地位に到達するにいたった。2008年11月5日、パトリック・リカールは、ペルノ・リカールの最高経営責任者を退任した。取締役会長は留任している。
2003年、パトリック・リカールは、ニューヨークの米仏商工会議所より「パーソン・オブ・ザ・イアー 2003」のタイトルを授与され、高い評価を受けた。2007年7月13日には、レジオンドヌール勲章「コマンドール」の受勲を受けた。
2012年8月17日、死去。67歳没。